# 비즈니스용 스카이프
비즈니스용 스카이프(영어: Skype for Business, 구 명칭: 마이크로소프트 링크, 마이크로소프트 오피스 커뮤니케이터)는 마이크로소프트 링크 서버나 오피스 365, Live@Edu에 사용되는 인스턴트 메시징 클라이언트이다.
2015년에 이 소프트웨어는 Lync에서 비즈니스용 Skype로 리브랜딩되어 마이크로소프트 소유의 소비자 메시징 플랫폼 스카프(2013년에 Lync와 통합되기 시작함)와 공동 브랜딩되었다.
2017년 9월 마이크로소프트는 새로운 클라우드 기반 공동 작업 플랫폼인 Microsoft Teams를 위해 비즈니스용 스카이프 온라인을 단계적으로 중단한다고 발표했다. 비즈니스용 스카이프 온라인에 대한 지원은 2021년 7월에 종료되었지만 새 버전의 비즈니스용 스카이프 서버는 구독 라이선스로 사용할 수 있다.

## 같이 보기
- 윈도우 미팅 스페이스
- 마이크로소프트 넷미팅